# Henryk Deresiewicz
Henryk Deresiewicz (ur. 18 listopada 1914 w Krakowie, zm. 24 maja 1945 w Lesie Stockim) – uczestnik II wojny światowej, kapitan Urzędu Bezpieczeństwa Publicznego.

## Życiorys
Syn Romana i Felicji Deresiewiczów. Ukończył trzy lata prawa na Uniwersytecie Jagiellońskim, a w 1937 kurs Podchorążych Rezerwy przy 57 pułku piechoty w Poznaniu (jako sierżant podchorąży). Walczył w kampanii wrześniowej 1939. Od czerwca 1942 żołnierz oddziału partyzantki radzieckiej, a następnie Armii Ludowej, ps. „Chorąży”. Po wkroczeniu Armii Czerwonej od końca lipca do 14 września 1944 funkcjonariusz Milicji Obywatelskiej w Kraśniku. 22 września 1944 został funkcjonariuszem aparatu bezpieczeństwa, powierzono mu funkcję oficera śledczego sekcji 7. Wojewódzkiego Urzędu Bezpieczeństwa Publicznego w Lublinie. Od 16 stycznia 1945 inspektor tego Urzędu, od 13 lutego naczelnik Wydziału II WUBP, a od 28 kwietnia kierownik Wydziału do Walki z Bandytyzmem WUBP.
24 maja 1945 dowodził grupą operacyjną UB biorącą udział w bitwie w Lesie Stockim, podczas której zginął.

## Odznaczenia
- Krzyż Walecznych – 10 października 1945[2]